# Torneig de les Cinc Nacions 1976
El Torneig de les Cinc Nacions de 1976 fou la 47a edició en el format de cinc nacions i la 82a tenint en compte les edicions del Home Nations Championship. Deu partits es van jugar entre el 10 de gener i el 20 de març. Gal·les s'enduria el títol per 19a vegada, a més d'aconseguir el Grand Slam, batent a la resta de contrincants, i conseqüentment la Triple Corona al batre a la resta de seleccions britàniques i a Irlanda.

## Classificació
| Posició | Nació      | Partits | Partits  | Partits  | Partits | Punts   | Punts     | Punts      | Taula de punts |
| Posició | Nació      | Jugats  | Guanyats | Empatats | Perduts | A Favor | En contra | Diferència | Taula de punts |
| ------- | ---------- | ------- | -------- | -------- | ------- | ------- | --------- | ---------- | -------------- |
| 1       | Gal·les    | 4       | 4        | 0        | 0       | 102     | 37        | +65        | 8              |
| 2       | França     | 4       | 3        | 0        | 1       | 82      | 37        | +45        | 6              |
| 3       | Escòcia    | 4       | 2        | 0        | 2       | 49      | 59        | −10        | 4              |
| 4       | Irlanda    | 4       | 1        | 0        | 3       | 31      | 87        | −56        | 2              |
| 5       | Anglaterra | 4       | 0        | 0        | 4       | 42      | 86        | −44        | 0              |

## Results
| Escòcia | 6–13 | França | 10 de gener de 1976 {{{time}}} - Murrayfield, Edimburg Assistència: 55.000 espectadors Àrbitre: K Pattinson (Anglaterra) |
|         |      |        | 10 de gener de 1976 {{{time}}} - Murrayfield, Edimburg Assistència: 55.000 espectadors Àrbitre: K Pattinson (Anglaterra) |

| Anglaterra | 9–21 | Gal·les | 17 de gener de 1976 {{{time}}} - Twickenham, Londres Assistència: 70.000 espectadors Àrbitre: G Domercq (França) |
|            |      |         | 17 de gener de 1976 {{{time}}} - Twickenham, Londres Assistència: 70.000 espectadors Àrbitre: G Domercq (França) |

| França | 26–3 | Irlanda | 7 de febrer de 1976 {{{time}}} - Parc des Princes, París Assistència: 42.585 espectadors Àrbitre: A Welsby (Anglaterra) |
|        |      |         | 7 de febrer de 1976 {{{time}}} - Parc des Princes, París Assistència: 42.585 espectadors Àrbitre: A Welsby (Anglaterra) |

| Gal·les | 28–6 | Escòcia | 7 de febrer de 1976 {{{time}}} - National Stadium, Cardiff Assistència: 50.000 espectadors Àrbitre: A Cuny (França) |
|         |      |         | 7 de febrer de 1976 {{{time}}} - National Stadium, Cardiff Assistència: 50.000 espectadors Àrbitre: A Cuny (França) |

| Irlanda | 9–34 | Gal·les | 21 de febrer de 1976 {{{time}}} - Lansdowne Road, Dublín Assistència: 45.000 espectadors Àrbitre: N Sanson (Escòcia) |
|         |      |         | 21 de febrer de 1976 {{{time}}} - Lansdowne Road, Dublín Assistència: 45.000 espectadors Àrbitre: N Sanson (Escòcia) |

| Escòcia | 22–12 | Anglaterra | 21 de febrer de 1976 {{{time}}} - Murrayfield, Edimburg Assistència: 70.000 espectadors Àrbitre: D Lloyd (Gal·les) |
|         |       |            | 21 de febrer de 1976 {{{time}}} - Murrayfield, Edimburg Assistència: 70.000 espectadors Àrbitre: D Lloyd (Gal·les) |

| Gal·les | 19–13 | França | 3 de març de 1976 {{{time}}} - National Stadium, Cardiff Assistència: 55.000 espectadors Àrbitre: J West (Irlanda) |
|         |       |        | 3 de març de 1976 {{{time}}} - National Stadium, Cardiff Assistència: 55.000 espectadors Àrbitre: J West (Irlanda) |

| Anglaterra | 12–13 | Irlanda | 3 de març de 1976 {{{time}}} - Twickenham, Londres Àrbitre: A Hosie (Escòcia) |
|            |       |         | 3 de març de 1976 {{{time}}} - Twickenham, Londres Àrbitre: A Hosie (Escòcia) |

| França | 30–9 | Anglaterra | 20 de març de 1976 {{{time}}} - Parc des Princes, París Assistència: 43.611 espectadors Àrbitre: K Clark (Irlanda) |
|        |      |            | 20 de març de 1976 {{{time}}} - Parc des Princes, París Assistència: 43.611 espectadors Àrbitre: K Clark (Irlanda) |

| Irlanda | 6–15 | Escòcia | 20 de març de 1976 {{{time}}} - Lansdowne Road, Dublín Assistència: 30.000 espectadors Àrbitre: M Lewis (Gal·les) |
|         |      |         | 20 de març de 1976 {{{time}}} - Lansdowne Road, Dublín Assistència: 30.000 espectadors Àrbitre: M Lewis (Gal·les) |

Nota: El partit entre Escòcia i França es va jugar una setmana abans que Gal·les i Anglaterra, per permetre que la BBC pogués cobrir tant el segon partit, com l'Irlanda versus Austràlia a Dublín que es jugava el mateix dia. De manera inusual en aquella època, una mateixa jornada es va jugar en dies diferents.